# I (RubberBand專輯)
《i》是香港樂隊RubberBand的音樂專輯，在2020年12月1日發行。

## 曲目
1. ¿醒未?
2. 孤島人
3. 每道微小
4. 朝著大海
5. First Date
6. 漫長
7. 百毒不侵
8. 健兒
9. 練習說再見

## 銷量
《i》是香港唱片商會銷量榜2020年第48週的冠軍銷量唱片，是自《Gotta Go》後再有RubberBand的唱片成為一週銷量榜的冠軍唱片。